# Frederick Russell Burnham

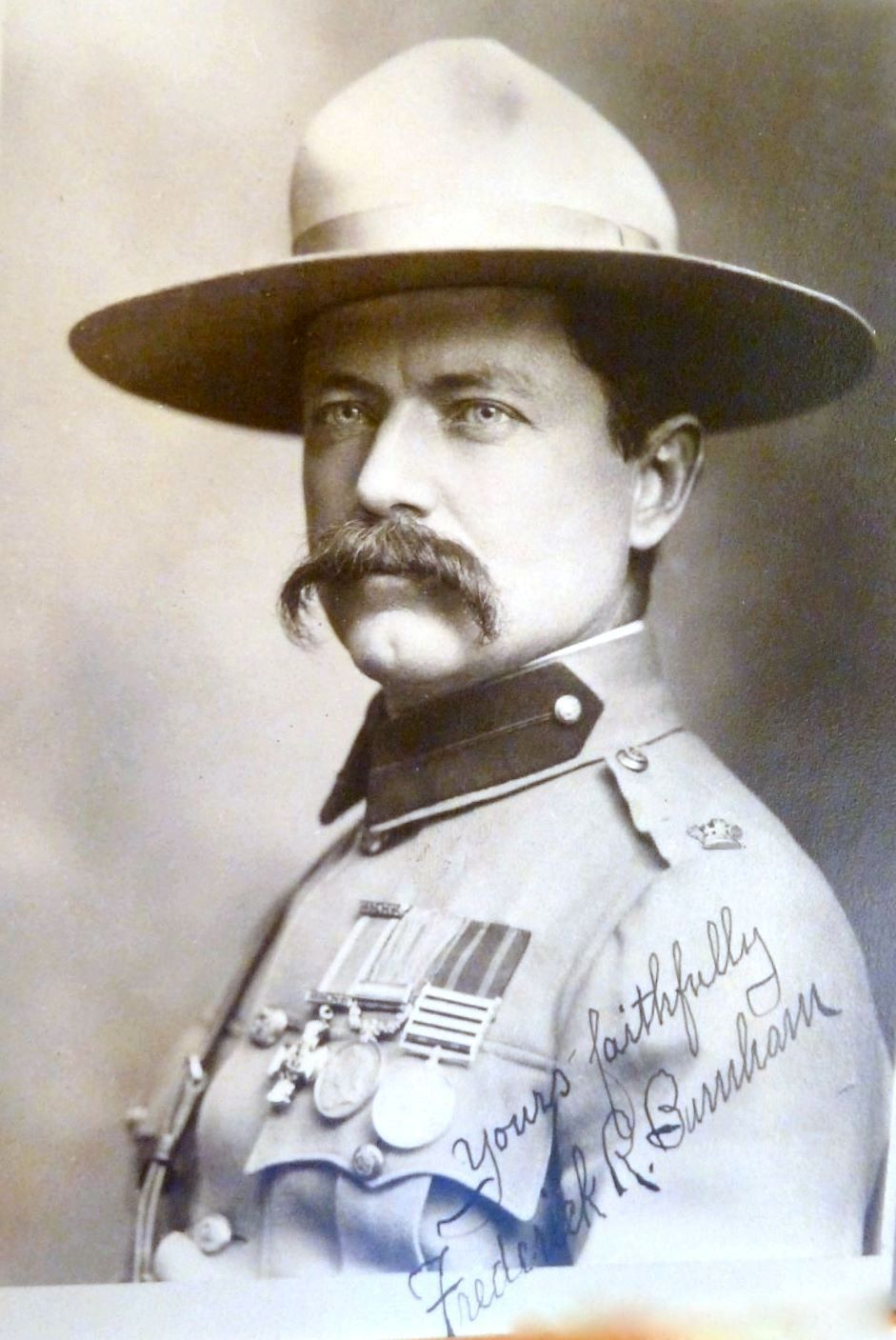
Frederick Russell Burnham

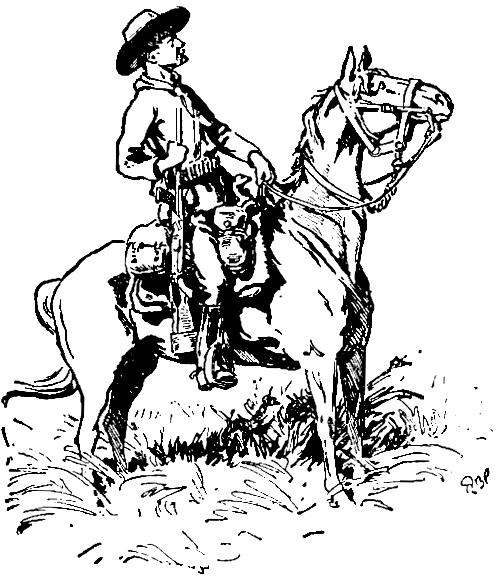
Hình của Baden-Powell vẽ Burnham, Matopos Hills, năm 1896

Frederick Russell Burnham (1861-1947) đã mang kỹ thuật Hướng đạo sang Phi Châu và trong Đệ nhị Chiến tranh Matabele ông đã giới thiệu nó cho Robert Baden-Powell, người sáng lập ra phong trào Hướng đạo. Baden-Powell trước tiên bắt đầu hình thành ý tưởng của ông cho một chương trình huấn luyện thanh niên về kỹ thuật Hướng đạo trong khi thực hiện nhiệm vụ trinh sát với Burnham tại Matobo Hills, Matabeleland (hiện tại là một phần của Zimbabwe).

## Sửa đổi Cuộc bao vây Mafeking (tiêu đề)
"Baden-Powell là một trinh sát viên có năng lực tuyệt vời và nhanh nhẹn trong phác thảo. Tôi không biết người nào khác mà có thể làm được công việc tại Mafeking nếu có các điều kiện tương tự được đặt ra. Tất cả các chi tiết nhỏ của kiến thức mà ông đã gom tụ lại một cách thận trọng đã được tận dụng để cứu nguy cho cộng đồng đó." 
 -- Frederick Russell Burnham, trinh sát viên Mỹ, Báo The Times thực hiện phỏng vấn ngày 19 tháng 5 năm 1900.